# 須沢村
須沢村（すざわむら）は、かつて新潟県西頸城郡にあった村。

## 沿革
- 1889年（明治22年）4月1日 - 町村制の施行により、西頸城郡須沢村及び今村新田の区域をもって、西頸城郡須沢村が発足する。
- 1901年（明治34年）11月1日 - 西頸城郡今井村及び須沢村が合併して、改めて西頸城郡今井村が発足する。